# King Fram
King Fram is een historisch merk van bromfietsen.
Het bedrijf heette King Fram Mopeds. 
Dit was een Zweeds bedrijf dat van 1957 tot begin jaren zestig bromfietsen met blokjes van HMW, Victoria, Husqvarna en andere merken maakte.